# Daniel Aranzubia
Daniel Aranzubia Aguado (* 18. September 1979 in Logroño) ist ein ehemaliger spanischer Fußballspieler.

## Vereinskarriere
Aus der eigenen Jugend konnte sich Aranzubia bis zum Stammtorhüter in der Primera División für Athletic Bilbao hocharbeiten, wo er als Profispieler von 2000 bis 2008 insgesamt acht Jahre lang unter Vertrag stand. Er ist einer der wenigen gebürtig nicht-baskischen Spieler, die je für Bilbao aufliefen. Der Verein ist dafür bekannt, hauptsächlich Basken in seine Mannschaft aufzunehmen. Da Aranzubia im Baskenland aufwuchs, verstieß er nicht gegen die eigens auferlegten Vorschriften. Nachdem er im Sommer 2008 nur noch dritter Torhüter war, verließ er den Verein und schloss sich Deportivo La Coruña an. Am 20. Februar 2011 gelang ihm in der Nachspielzeit der Begegnung gegen UD Almería ein Kopfballtor nach einem Eckball. Dies war das erste Kopfballtor eines Torhüters in der Geschichte der spanischen Primera División. Insgesamt bestritt er für Deportivo 178 Spiele in der ersten und zweiten Liga. Nach dem Abstieg in der Saison 2012/13 wechselte er zu Atlético Madrid.

## Nationalmannschaft
Am 5. Juni 2004 bestritt Aranzubia während der Vorbereitung auf die Europameisterschaft 2004 im Rahmen eines 4:0-Sieges gegen Andorra sein erstes und einziges Länderspiel für die spanische Nationalmannschaft, als er nach einer halben Stunde für den verletzten Santiago Cañizares eingewechselt wurde.

## Titel und Erfolge
- Spanischer Meister: 2014